# Erebia palarica
Erebia palarica és una espècie de lepidòpter papilionoïdeu de la família dels nimfàlids (Nymphalidae) endèmica de la península Ibèrica.

## Distribució
Espècie endèmica de la península Ibèrica, on només és present a la Serralada Cantàbrica i algunes serres properes, a les províncies d'Astúries, Cantàbria, Lleó, Palència, Lugo, Ourense i Zamora.

## Descripció
Es tracta de l'espècie europea del gènere Erebia més gran, amb una envergadura alar d'entre 54 i 64 mm. Dimorfisme sexual poc aparent, en ser la femella més clara. Anvers de color bru fosc amb una banda ataronjada a la part exterior que conté diversos ocels negres amb centre blanc. Revers de l'ala anterior semblant a l'anvers, però amb el marge grisós. Revers de l'ala posterior de color bru fosc, amb una franja més clara a la part exterior que conté una sèrie de petits ocels negres amb centre blanc.

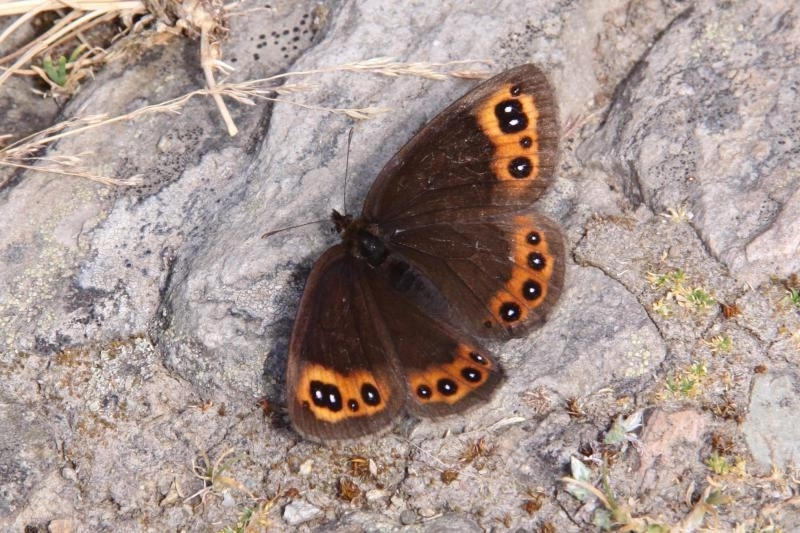
Erebia palarica anvers
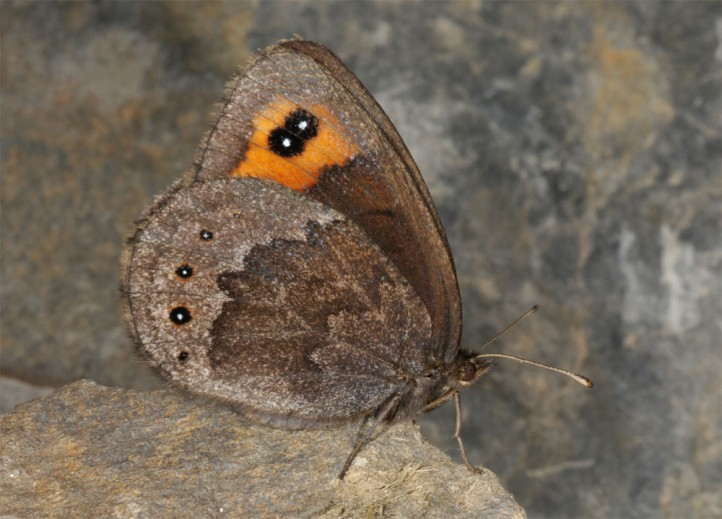
Erebia palarica revers

## Hàbitat
Petites clarianes herboses en matollars de ginesta (Cytisus) o bruc boal (Erica arborea), tant en valls com vessants, sempre en sòls no calcaris. Rang altitudinal des dels 1050 m fins als 1650 m. L'eruga s'alimenta de diverses gramínies, com ara Festuca i Poa.

## Període de vol i hibernació
Vola en una única generació entre finals de maig i finals de juliol, en funció de l'any i de l'altitud. No es coneix en quin estadi ocorre la hibernació.